# Индекс на забранените книги
„Индекс на забранените книги“ (на латински: Index Librorum Prohibitorum) е списък с публикации, които Римокатолическата църква смята за опасни за себе си и за вярата на своите членове. Различните издания съдържат също правила за четенето, продажбата и цензурата на книги. Целта на списъка е да предотврати четенето на неморални или съдържащи теологични грешки книги.
Първият подобен списък е публикуван в Нидерландия през 1529 г., по-късно това става и във Венеция (1543 г.) и Париж (1551 г.). Първият римски „Индекс“ е създаден при папа Павел IV (1557 г., 1559 г.). Този списък е приет като твърде строг и след Трентския събор папа Пий IV публикува „Тридентинския индекс“ (1564 г.), който става основа за следващите списъци до 1897 г., когато папа Лъв XIII издава „Index Leonianus“.
Първите списъци са изготвяни от Върховната свещена конгрегация на Римската и Вселенска инквизиция (днес Конгрегация за доктрината на вярата). През 1571 г. е създадена специална Свещена конгрегация на Индекса, която има задачата да попълва и поддържа „Индекса на забранените книги“. Тази конгрегация е премахната през 1917 г., когато правилата за четене на книги са уредени с новия „Codex Iuris Canonici“ и поддръжката на списъка отново е възложена на днешната Конгрегация за доктрината на вярата.
Индексът е редовно актуализиран до 1948 г. 32-рото издание съдържа 4000 заглавия, цензурирани по различни причини – ерес, неморалност, сексуални теми, политическа некоректност и други. Много явно атеистични книги не са включени в „Индекса“, тъй като, според решенията на Трентския събор, работи, критикуващи или осъждащи някоя част от католическата вяра, са считат за забранени без специално решение.
„Индексът на забранените книги“ е отменен като официален задължителен документ на Римокатолическата църква след края на Втория ватикански събор през 1966 г.

## Някои известни автори, включени в Индекса
- Оноре дьо Балзак
- Френсис Бейкън
- Джордано Бруно
- Джордж Бъркли
- Волтер
- Галилео Галилей
- Едуард Гибън
- Даниел Дефо
- Рене Декарт
- Дени Дидро
- Александър Дюма - баща
- Александър Дюма-син
- Еразъм Ротердамски
- Андре Жид
- Емил Зола
- Никос Казандзакис
- Джакомо Казанова
- Имануел Кант
- Николай Коперник
- Джон Лок
- Николо Макиавели
- Никола Малбранш
- Карл Маркс
- Морис Метерлинк
- Джон Милтън
- Шарл дьо Монтескьо
- Блез Паскал
- Франсоа Рабле
- Самюел Ричардсън
- Жан-Жак Русо
- Жорж Санд
- Жан-Пол Сартър
- Емануел Сведенборг
- Барух Спиноза
- Джонатан Суифт
- Гюстав Флобер
- Анатол Франс
- Томас Хобс
- Дейвид Хюм
- Виктор Юго